# Xenocrasoides soukai
Xenocrasoides soukai là một loài bọ cánh cứng trong họ Cerambycidae.